# Point Lance (kaap)
Point Lance, soms ook Lance Point genaamd, is een kaap in de Canadese provincie Newfoundland en Labrador. De kaap bevindt zich op het grote Newfoundlandse schiereiland Avalon en is het zuidelijkste punt van de regio Cape Shore. Het is daarnaast ook de westelijke kaap van de St. Mary's Bay en de oostelijke kaap van Lance Cove.

## Geografie
Point Lance ligt in vogelvlucht 3 km ten zuidoosten van het gelijknamige dorp, te midden van een dunbevolkte streek. De kaap ligt op het uiteinde van een ruim anderhalve kilometer lange schiereiland en is bereikbaar via een onverhard wandelpad. Het voornoemde schiereiland bereikt een hoogte van ruim 60 meter boven de zeespiegel, al is het zuidelijkste deel, inclusief de kaap zelf, laaggelegen.
De kaap wordt meegerekend als onderdeel van het globaal significante Important Bird Area dat gecentreerd is rondom de 11 km westelijker gelegen Cape St. Mary's.